# Alexandre de Lameth
Alexandre Théodore Victor, Conde de Lameth (Paris, 28 de outubro de1760 – Paris, 18 de março de 1829) foi um general e político francês, irmão de Charles Malo de Lameth e de Théodore de Lameth.

## Antes daRevolução Francesa
Ainda jovem, o nobre entra para o corpo da guarda do rei em 1777. Sub-lugar-tenente da Royal-Champagne em 30 de Julho de 1778, capitão da Royal-Cavalerie em 6 de Novembro de 1779, ajudante do marechal geral dos alojamentos em 1782, ele participa da Guerra de Independência dos Estados Unidos, onde serve como coronel nos exércitos de Jean Marie Donatien de Vimeur de Rochambeau. De sua participação nesta guerra, Alexandre Théodore Victor de Lameth traz idéias de liberdade que lhe parecem naturalmente incompatíveis com as instituições seculares da monarquia francesa.
De volta à França em Março de 1785, é feito coronel de cavalaria no 2º Regimento Royal-Lorraine, posto que ocupa nos primeiros acontecimentos de 1789, início da Revolução Francesa.

## Sob aRevolução Francesa
Deputado representante da nobreza de Péronne (Somme) nos Estados Gerais de 1789, ele se alia ao Terceiro Estado e, com dois de seus irmãos, começa a solapar com ardor as bases do Antigo Regime.
É um dos promotores da abolição dos privilégios, na noite de 4 de Agosto de 1789, privilégios de que era também detentor e que se apressou a abandonar. Distinguiu-se também ao reclamar com ardor também a abolição dos privilégios do Clero e a requisição dos bens eclesiásticos para o pagamento dos credores do Estado. Mais tarde, opõe-se ao veto absoluto do rei, propõe a nacionalização dos bens do Clero e a supressão dos parlamentos.
Em 15 de maio de 1790, ele pede que o direito de declaração de guerra seja dado à Assembleía Nacional Legislativa e não ao Rei Luís XVI, exige a libertade total da Imprensa, denuncia os atos de Honoré Gabriel Riqueti, Conde de Mirabeau e suas ligações com a Corte. Apresenta e faz adotar um plano de reorganização militar, afastando qualquer título que não seja por mérito ou tempo. É um dos fundadores do Clube Massiac, que era o sindicato dos plantadores, dos armadores e dos negociantes das Ilhas Francesas da América, o que não o fazia favorável à abolição da escravatura. Na verdade, a Assembléia que pretendia haver solenemente emancipado a servidão que já não existia, conservava a escravidão por qualquer lugar onde ainda existisse.
Em 20 de Novembro de 1790, foi eleito presidente dos Estados Gerais por seus colegas.
Porém, quando vê o velho edifício da monarquia prestes a desabar, após a Fuga de Luís XVI e sua detenção em Varennes, é tomado pelo medo e tenta retornar sobre seus passos. É muito tarde. Quando da declaração de guerra à Áustria (20 de abril de 1792), é nomeado marechal de campo no Exército do Norte, comandado por Luckner. Em 10 de Agosto de 1792, ele passa-se para o lado do inimigo com o Marquês de La Fayette. É feito prisioneiro com ele e encerrado nas mesmas prisões. 
Ao mesmo tempo ele é acusado na França (13 de agosto de 1792), após a descoberta, dentro do "Armário de Ferro", de um papel escrito de própria mão, em favor dos emigrados e padres refratários.
Ele é solto depois de três anos, na sequência de negociações feitas por sua mãe, irmã do Marechal de Broglie, e retira-se para a Inglaterra.
Liga-se em Londres com os principais membros do Partido Whig ; mas, declarado indesejável por William Pitt, deixa Londres para juntar-se a seu irmão Charles em Hamburgo. Volta à França em 1796, mas emigra novamente depois do Golpe de Estado do 18 de Fructidor do ano V (4 de setembro de 1797). Ele vai esperar o surgimento do Consulado para retornar à pátria.

## Sob oConsuladoePrimeiro Império
Após seu retorno definitivo em 1800, torna-se prefeito, sucessivamente dos Baixos Alpes (23 Germinal do Ano X : 13 de abril de 1802) e do Rhin-et-Moselle (12 Pluvioso do Ano XIII : 1º de Fevereiro de 1805), de Roer (3 de maio de 1806) e do Pô (12 de fevereiro de 1809).
Além do título de "Barão do Império", que recebe em 14 de fevereiro de 1810, foi feito legionário (Ano XII) e depois, em 16 de julho de 1811, Oficial da Legião de Honra e Mestre de Requisições no Conselho de Estado.
Nos Baixos Alpes, instala o bispado e coloca em ordem e amplia a rede rodoviária. Torna-se bastante popular dentro do departamento .
Partidário da deposição de Napoleão I, é promovido, quando da Primeira Restauração, ao cargo de tenente-general  e nomeado prefeito de Somme.
No entanto, quando do retorno de Napoleão da Ilha de Elba, Alexandre toma o partido de seu antigo benfeitor e aceita dele uma cadeira na Câmara dos Pares, durante os Cem Dias ; aí ele toma a palavra para rejeitar as medidas de rigor adotadas pela Câmara dos Representantes contra os realistas.

## Sob aRestauração
Sob a Restauração, o Rei Luís XVIII de França não o vê com bons olhos.
Em 2 de Julho de 1816, Alexandre pede sua aposentadoria como prefeito, o que lhe é recusado. No 16 de Outubro seguinte, o Ministério da Guerra lhe outorga uma pensão militar de 4.000 francos por seus quarenta anos de serviço.
Destituído de sua categoria de par, é eleito, com 1081 vozes, deputado da Seine-Inférieure (24 de abril de 1820). Ficou no posto até 1824, à esquerda, e tomou partido ativo nas discussões importantes, combatendo o Ministério Villèle, cuja política lhe parecia tender para a violação da Carta de 1814 e à queda da monarquia constitucional.
Sem ser reeleito em 1824, volta à Câmara em 17 de novembro de 1827. Retoma seu lugar à esquerda e defende com talento os ideais liberais.
Depois de sua morte, ocorrida em março de 1829, seu irmão Charles Malo de Lameth o sucede como deputado.